# 徐光霄
徐光霄（1915年—1989年12月21日），笔名戈茅，山东莘县人，原中华人民共和国文化部副部长。
徐光霄于1934年加入中国共产党，抗日战争期间任教于延安中央党校。后任职于西北战地服务团，并曾任《新华日报》副刊编辑主任。中社部某室某科科长。中华人民共和国成立后，担任过中央人民政府情报总署办公厅主任、中央军委联络部办公室主任，中央人民政府出版总署办公厅副主任等职。后在文化部任职，历任办公厅主任、部长助理、副部长、顾问，还曾出任国家出版事业管理局局长。1989年逝世。